# Artropatia acromio-claveare
L' Artropatia acromio-claveare in campo medico, è una forma di artrosi particolare della spalla.

## Eziologia
Le cause che comportano a tale manifestazione possono essere di origine traumatica o dovuta alla sindrome della cuffia dei rotatori

## Sintomatologia
Fra i sintomi e i segni clinici si manifesta prevalentemente dolore, soprattutto se si sforza la parte interessata con esercizi fisici. Osteoliti sono raramente riscontrate

## Esami
La radiografia è sufficiente ad una corretta diagnosi, l'esame obiettivo mostra ipersensibilità localizzata.

## Terapia
Il trattamento prevede la somministrazione di FANS e nei casi più gravi intervento chirurgico di resezione distale della clavicola. 